# استیون ریچاردز
استیون ریچاردز (انگلیسی: Steven Richards) (زادهٔ ۱۱ ژوئيه ۱۹۷۲) راننده مسابقه‌ پورشه قهرمانی استرالیاست. وی اهل نیوزیلند است.